# Драган Блатняк
Дра́ган Бла́тняк (хорв. Dragan Blatnjak; 1 серпня 1981, Студенці, СФРЮ) — боснійський та хорватський футболіст, нападник. Найбільш відомий завдяки виступам у складі сплітського «Хайдука», російських клубів «Хімки» та «Ростов», а також збірної Боснії і Герцеговини.

## Життєпис
Драган Блатняк народився у містечку Студенці, що у Боснії і Герцеговині. В юному віці разом з родиною переїхав до Хорватії, тому завжди вважав себе хорватом, хоча й мав боснійське громадянство. Через війну почав займатися футболом лише у віці 14 років у футбольній школі клубу третьої ліги «Ядран». Згодом перейшов до футбольної академії «Загреба», а закінчував навчання у боснійському клубі «Груде».
Першим професійним клубом у кар'єрі Блатняка став «Бротньо», у складі якого Драган провів півтора сезони, здобувши «срібло» та «бронзу» чемпіонату Боснії і Герцеговини. У 2001 році 20-річний нападник перейшов до лав хорватського «Задаркомерца», що наступного року змінив назву на «Задар». В той же час Блатняк отримав перший виклик до національної збірної Боснії і Герцеговини, у складі якої дебютував 27 березня 2002 року в товариському матчі зі збірною Македонії, вийшовши на заміну замість Сергея Барбареза.
Впевнена гра та доволі непогана результативність Блатняка привернули увагу скаутів одного з найсильніших хорватських клубів — «Хайдука». У складі клубу зі Спліту Драган двічі ставав чемпіоном Хорватії, здобув срібні нагороди чемпіонату та дійшов до фіналу національного Кубка. Результативність Блатняка суттєво знизилася через те, що тренер клубу Зоран Вулич дедалі частіше використовував його на позиції півзахисника. В результаті цього, за останні півтора сезони у Спліті Драган забив лише 5 м'ячів.
На початку 2007 року Блатняк уклав дворічну угоду з російським клубом «Хімки», однак і тут йому довелося грати не чистого нападника, а правого вінгера, внаслідок чого протягом чемпіонату боснієць відзначився лише 2 забитими м'ячами. Тим не менше, 16 січня 2009 року Блатняк подовжив контракт з клубом і після першого кола чемпіонату був найкращим асистентом першості з 10 результативними передачами.
20 січня 2010 року на правах вільного агента перейшов до лав футбольного клубу «Москва», проте у зв'язку з розформуванням команди змушений був шукати новий клуб і у березні того ж року підписав контракт з «Ростовом», у складі якого виступав майже протягом трьох років.
У березні 2013 року повернувся до Хорватії, приставши на пропозицію «Осієка». Втім, відігравши у клубі всього чотири місяці, вирішив повісити бутси на цвях.
З вересня 2014 по липень 2015 року захищав кольори аматорського футбольного клубу «Арбанасі Задар».

## Досягнення
У складі «Хайдука»
- Чемпіон Хорватії (2): 2003/04, 2004/05
- Володар Суперкубка Хорватії (2): 2004, 2005
- Срібний призер чемпіонату Хорватії (1): 2006/07
- Фіналіст Кубка Хорватії (1): 2004/05

У складі «Бротньо»
- Срібний призер чемпіонату Боснії і Герцеговини (1): 2000/01
- Бронзовий призер чемпіонату Боснії і Герцеговини (1): 2001/02